# Gudbrandsdalslågen
El Gudbrandsdalslågen (o el Lågen) és un riu de Noruega que discorre a través de la vall de Gudbrandsdal al comtat d'Oppland. El riu, de 204 km de longitud, forma part del curs alt del riu Vorma, al seu torn part de la conca del Glomma i enllaça els llacs de Lesjaskogsvatnet i Mjøsa.

## Geografia
El Gudbrandsdalslågen comença al llac Lesjaskogsvatnet (o Lesjavatn, de 4,34 km² i una longitud de 10 km), al municipi de Lesja. El Lesjavatn és l'únic llac de Noruega que té dues sortides, ja que flueixen a través seu dos dels rius més famosos del país: al sud-est del poble de Lesjaverk el llac serveix com a font del Gudbrandsdalslågen, mentre que al nord-oest, en el poble de Lesjaskog, és la font del Rauma (de 68 km).
El Gudbrandsdalslågen flueix a través de la vall de Gudbrandsdal i rep molts afluents: per la ribera occidental, els rius Gausa (que flueix a través de la vall Gausdal), l'Otta (de 150 km, que arriba per la vall de Ottadal), el Vinstra (de 128 km, per la vall de Vinstradal) i el Sjoa (de 98 km, per la vall de Heidal); per la ribera oriental, els rius Jora, Ula, Frya, Tromsa i Mesna, que són més curts i cauen precipitadament des de les altures del Rondane.
Encara que és relativament plàcid durant gran part dels seus 200 km, el Gudbrandsdalslågen cau ràpidament a través d'una cascada en Sel.
Entre els municipis de Ringebu i Øyer el riu s'eixampla i crea el gran "llac fluvial" de Losna (10,50 km² i una longitud de 33,26 km) abans de desguassar finalment al gran llac Mjøsa (362 km² i una longitud de 117 km).